# Coacollo
Coacollo ist eine Ortschaft im Departamento La Paz im südamerikanischen Anden-Staat Bolivien.

## Lage im Nahraum
Coacollo liegt in der Provinz Ingavi und ist die größte Ortschaft im Cantón Santa Rosa de Taraco im Municipio Taraco. Die Ortschaft liegt auf der Taraco-Halbinsel im südlichen Teil des Titicacasees auf einer Höhe von 3844 m am Rand der ein bis zwei Kilometer breiten Küstenebene. 30 Kilometer weiter südöstlich liegt Tiahuanaco, die international bekannte Weltkulturerbe-Ruinenstätte aus der Prä-Inka-Kultur.

## Geographie
Coacollo liegt zwischen den Anden-Gebirgsketten der Cordillera Occidental und der Cordillera Oriental. Das Klima ist ein typisches Tageszeitenklima, bei dem die mittleren Temperaturunterschiede im Tagesverlauf deutlicher ausfallen als im Jahresverlauf.
Die Jahresdurchschnittstemperatur beträgt knapp 8 °C, die Monatswerte schwanken nur unwesentlich zwischen 7 °C im Juni/Juli und 9 °C von November bis März. Der mittlere Jahresniederschlag beträgt etwa 670 mm (siehe Klimadiagramm Desaguadero) und fällt vor allem in den Monaten Dezember bis März mit monatlich mehr als 100 mm, von Mai bis August herrscht eine Trockenzeit mit Monatsniederschlägen unter 15 mm.

## Verkehrsnetz
Coacollo liegt in einer Entfernung von 105 Straßenkilometern nordwestlich von La Paz, der Hauptstadt des gleichnamigen Departamentos.
Von La Paz aus führt die asphaltierte Nationalstraße Ruta 2 über dreizehn Kilometer bis El Alto, von dort die Ruta 1 weitere 63 Kilometer in westlicher Richtung bis Tiwanacu. Von dort führt eine unbefestigte Straße über Pillapi San Agustín und Taraco in nordwestlicher Richtung bis Coacollo.

## Bevölkerung
Die Einwohnerzahl von Coacollo ist im vergangenen Jahrzehnt geringfügig angestiegen:
| Jahr | Einwohner         | Quelle       |
| ---- | ----------------- | ------------ |
| 1992 | keine Detaildaten | Volkszählung |
| 2001 | 596               | Volkszählung |
| 2012 | 623               | Volkszählung |
| 2024 |                   | Volkszählung |

Die Region weist einen hohen Anteil an Aymara-Bevölkerung auf, im Municipio Tiahuanacu sprechen 97,1 Prozent der Bevölkerung Aymara.